# Tomasz Łapiński
Tomasz Łapiński (Łapy, 1 de agosto de 1969) é um ex-futebolista profissional polaco, atuava como defensor, medalhista olímpico de prata.
Tomasz Łapiński conquistou a a medalha de prata em Barcelona 1992.